# Cigarettes After Sex (альбом)
Cigarettes After Sex — перший студійний альбом однойменного американського рок-гурту Cigarettes After Sex, який був випущений 9 червня 2017 року.
Станом на травень 2018 року у Великій Британії було продано понад 20 000 примірників.

## Список композицій
Автор музики і слів Грег Гонсалес. 
| #     | Назва                        | Тривалість |
| ----- | ---------------------------- | ---------- |
| 1.    | «K.»                         | 5:19       |
| 2.    | «Each Time You Fall in Love» | 4:50       |
| 3.    | «Sunsetz»                    | 3:34       |
| 4.    | «Apocalypse»                 | 4:50       |
| 5.    | «Flash»                      | 4:34       |
| 6.    | «Sweet»                      | 4:51       |
| 7.    | «Opera House»                | 6:04       |
| 8.    | «Truly»                      | 4:03       |
| 9.    | «John Wayne»                 | 4:18       |
| 10.   | «Young & Dumb»               | 4:33       |
| 47:04 |                              |            |

## Учасники запису

### Cigarettes After Sex
- Грег Гонзалес — (вокал, електрогітара, акустична гітара, виробництво, запис).
- Філіп Таббс — (клавішні).
- Рендалл Міллер — (бас, графічний дизайн).
- Яків Томський — (барабани).

### Інші учасники
- Грег Калбі — (мастеринг).
- Rocky Gallo — (зведення (всі треки), запис (доріжка 2)).

## Чарти

### Тижневі чарти
| Чарт (2017–2018)                             | Пікова позиція |
| -------------------------------------------- | -------------- |
| Australian Albums (ARIA)                     | 96             |
| Австрія Austrian Albums (Ö3 Austria)         | 18             |
| Бельгія Belgian Albums (Ultratop Flanders)   | 5              |
| Бельгія Belgian Albums (Ultratop Wallonia)   | 12             |
| Чехія Czech Albums (ČNS IFPI)                | 47             |
| Нідерланди Dutch Albums (MegaCharts)         | 53             |
| Франція French Albums (SNEP)                 | 42             |
| Німеччина German Albums (Offizielle Top 100) | 39             |
| Greek Albums (IFPI)                          | 65             |
| Irish Independent Albums (IRMA)              | 13             |
| Італія Italian Albums (FIMI)                 | 88             |
| New Zealand Heatseeker Albums (RMNZ)         | 1              |
| Португалія Portuguese Albums (AFP)           | 21             |
| Шотландія Scottish Albums (OCC)              | 24             |
| Швейцарія Swiss Albums (Schweizer Hitparade) | 21             |
| Велика Британія UK Albums (OCC)              | 27             |
| Велика Британія UK Independent Albums (OCC)  | 2              |
| США Top Heatseekers Albums (Billboard)       | 8              |
| США Independent Albums (Billboard)           | 14             |
| 77                                           |                |
| US Top Current Album Sales (Billboard)       | 64             |

| Чарт (2022–2023)                                   | Пікова позиція |
| -------------------------------------------------- | -------------- |
| Фінляндія Finnish Albums (Suomen virallinen lista) | 40             |
| Німеччина German Albums (Offizielle Top 100)       | 38             |
| Lithuanian Albums (AGATA)                          | 10             |
| Польща Polish Albums (ZPAV)                        | 47             |
| US Billboard 200                                   | 174            |

### Чарти на кінець року
| Чарт (2017)                        | Позиція |
| ---------------------------------- | ------- |
| Belgian Albums (Ultratop Flanders) | 59      |
| Belgian Albums (Ultratop Wallonia) | 172     |

| Чарт (2018)                        | Позиція |
| ---------------------------------- | ------- |
| Belgian Albums (Ultratop Flanders) | 95      |

| Чарт (2019)                        | Позиція |
| ---------------------------------- | ------- |
| Belgian Albums (Ultratop Flanders) | 164     |

| Чарт (2022)                        | Позиція |
| ---------------------------------- | ------- |
| Belgian Albums (Ultratop Flanders) | 132     |
| Lithuanian Albums (AGATA)          | 7       |

## Сертифікації
| Регіон                                                      | Сертифікація | Продажі |
| ----------------------------------------------------------- | ------------ | ------- |
| Данія (IFPI Denmark)                                        | Золотий      | 10 000  |
| Франція (SNEP)                                              | Золотий      | 50 000  |
| Польща (ZPAV)                                               | Золотий      | 10 000  |
| Велика Британія (BPI)                                       | Золотий      | 100 000 |
| США (RIAA)                                                  | Золотий      | 500 000 |
| продажі+прослуховування, що базуються лише на сертифікаціях |              |         |